# Journée mondiale contre l'ostéoporose
 (novembre 2018).
La campagne annuelle de la Journée mondiale contre l'ostéoporose (World Osteoporosis Day) est une journée internationale célébrée le 20 octobre de chaque année. Elle est consacrée à la sensibilisation de la population mondiale à l'ostéoporose et aux maladies squelettiques métaboliques, à la prévention, au diagnostic et au traitement de l'ostéoporose. Organisée par la Fondation internationale de l'ostéoporose (IOF), la Journée mondiale contre l'ostéoporose comporte des campagnes menées par les sociétés nationales de patients actives dans plus de 90 pays.

## Histoire
La Journée mondiale contre l'ostéoporose a été établie le 20 octobre 1996 par la Société nationale d'ostéoporose du Royaume-Uni, avec le soutien de la Commission européenne. Depuis 1997, cette journée est organisée par la Fondation internationale de l’ostéoporose. En 1998 et 1999, l'Organisation mondiale de la santé a soutenu la Journée mondiale de l'ostéoporose en tant que co-commanditaire. Cette journée marque également le début de la campagne annuelle de sensibilisation à l'ostéoporose et aux maladies métaboliques osseuses. Depuis 1999, chaque campagne annuelle est dédiée à un thème spécifique.

## Thèmes de la Journée mondiale contre l’ostéoporose[3]
- 1996 : Sensibilisation
- 1997 : Sensibilisation
- 1998 : Sensibilisation
- 1999 : Détection précoce
- 2000 : Construire la santé osseuse
- 2001 : Développement osseux chez les jeunes
- 2002 : Prévenir une première fracture
- 2003 : Qualité de vie
- 2004 : Ostéoporose chez les hommes
- 2005 : Exercice
- 2006 : Nutrition
- 2007 : Facteurs de risque
- 2008 : Défendre un changement de politique
- 2009 : Défendre un changement de politique
- 2010 : La Colonne vertébrale brisée
- 2011 : 3 Mesures de prévention : Calcium, vitamine D et exercice
- 2012 : Stop At One : Faire de votre première fracture votre dernière
- 2013 : Des femmes fortes pour des femmes plus fortes
- 2014 : Les vrais hommes développent leur force de l’intérieur
- 2015 : Des os solides ? Vous êtes servis !
- 2016 : Aimez vos os - Protégez votre avenir
- 2017 : Aimez vos os - Protégez votre avenir